# Khàlid ibn Saïd ibn al-As
Khàlid ibn Saïd ibn al-As (àrab: خالد بن سعيد بن العاص, Ḫālid b. Saʿīd b. al-ʿĀṣ) (? - 635) fou un possible company del profeta Muhàmad. Era net d'al-As ibn Umayya. Alguns tradicionistes el consideren el quart company del profeta o, com a mínim, un del segon grup de tres. Tanmateix, Abu-Ishaq l'exclou de la llista dels vuit primers musulmans.
Omeia ric, hauria regalat alguns esclaus a Mahoma, del qual també n'hauria estat el tercer secretari. Va emigrar a Abissínia i va afavorir el casament de Mahoma amb Umm-Habiba, una dona del seu clan, filla d'Abu-Sufyan, que havia quedat vídua.
Vers el 632 Mahoma va establir set governadors al Iemen i a Oman entre els quals Khalid, que va rebre la zona entre Najran i Zabid. Quan es va produir la revolta d'al-Àswad els governadors es van reagrupar a l'entorn del governador de la Tihama, at-Tàhir ibn Abi-Hala, però Khàlid, juntament amb Amr ibn Hazm, governador de Najran, va retornar a Medina arribant poc abans de la mort de Mahoma a mitjans del 632.
El 634 fou enviar amb un exèrcit a Síria però fou revocat abans mateix de sortir. Després fou encarregat de defensar Tayma, on va rebutjar els romans d'Orient, però quan va avançar massa al nord un general romà d'Orient que havia simulat la retirada el va derrotar; això li va costar un judici en el qual fou condemnat i se li va prohibir entrar a Medina, però després fou perdonat pel califa Úmar ibn al-Khattab.